# Elemméretek listája

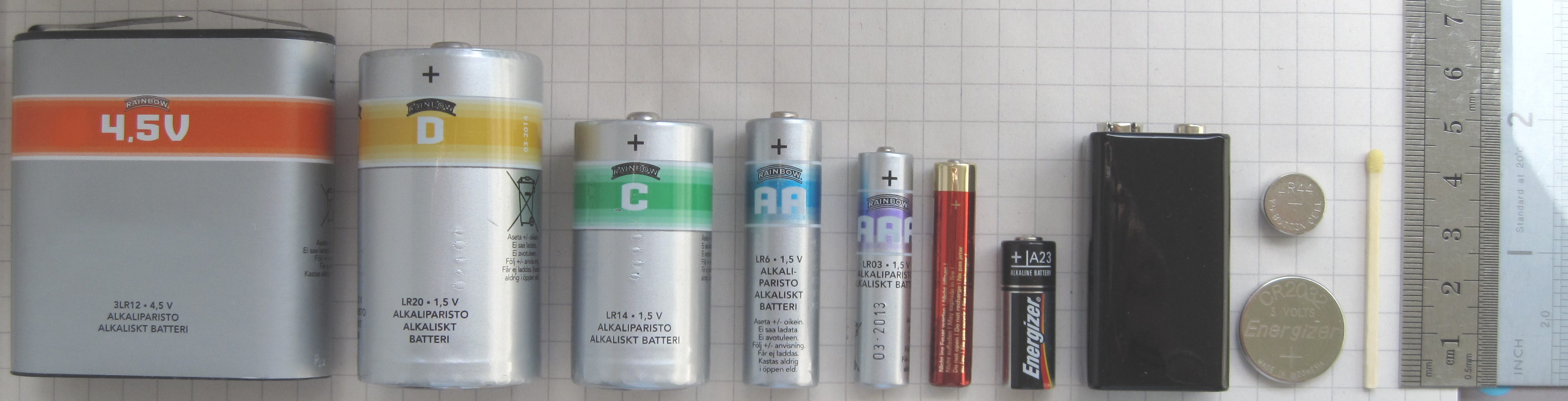
4.5 volt, D, C, AA, AAA, AAAA, A23, 9 volt, CR2032 és LR44 elemek

A lista a háztartásokban előforduló, különféle típusú elemek forma- és méretválasztékát mutatja be.
Az elemgyártás történelme során számtalan tokozás került kidolgozásra a méret-, illetve kapacitásigények kiszolgálására. Ha nagyobb kapacitásra volt szükség, akkor a méretek növekedtek, ha hely szűkében voltak a tervezők, akkor a kapacitás csökkent. Az elemformátumok többsége eleinte valamely gyártó háziszabványaként jelent meg.
Az elemméretek szabványosítása biztosítja az azonos feszültségű és kapacitású elemek csereszabatosságát, valamint gondoskodik arról, hogy az egymással nem kompatibilis elemeket ne lehessen összekeverni. A kompatibilitás hiánya általában az elem kémiai összetételéből fakad. Kémiai összetétel alapján a leggyakoribb elem-, vagy azzal kompatibilis akkumulátortípusok a szén-cink-, az alkáli- és a lítiumelemek, valamint a NiCd (nikkel-kadmium), a NiMH (nikkel-metál-hidrid) és a lítiumakkumulátorok. 
Az elemekre és azzal kompatibilis akkumulátorokra vonatkozó előírásokat a Nemzetközi Elektrotechnikai Bizottság az IEC 60086 számú szabványában foglalta össze. A szabványos méretek az IEC 60086-2 részben találhatóak.

## Hengeres elemek
Azon elemeket nevezzük hengeres elemeknek, melyek henger alakjának hossza nagyobb, mint az átmérője.
| Méret jelölés        | Méret jelölés                                                                     | Méret jelölés                                                         | Méret jelölés | Méret jelölés | Méret jelölés | Méret jelölés | Névleges feszültség (V)     | Méret Átmérő × Hossz (mm)           | Megjegyzés |
| Általános megnevezés | IEC                                                                               | ANSI                                                                  | Japán         | Kínai         | Orosz         | Egyéb jelölések | Névleges feszültség (V)     | Méret Átmérő × Hossz (mm)           | Megjegyzés |
| -------------------- | --------------------------------------------------------------------------------- | --------------------------------------------------------------------- | ------------- | ------------- | ------------- | --- | --------------------------- | ----------------------------------- | --- |
| 4⁄5AA                |                                                                                   |                                                                       |               |               |               | FLYCO Ni-Cd, Ni-Mh                                                                                                 | 1.2                         | 14.0 × 40.0                         | A szokásos AA elemekkel megegyező átmérőjű, csak rövidebb. |
| 1⁄2AA                | CR14250 (Li‑MnO2) ER14250 (Li‑SOCl2)                                              |                                                                       |               |               |               | SAFT LS14250 Tadiran TL5101 UL142502P                                                                              | 3 (Li‑MnO2) 3.6 (Li‑SOCl2)  | 14.0 × 25.0 (nom) 14.5 x 25.0 (max) | A szokásos AA elemekkel megegyező átmérőjű, de a hossza fele akkora. |
| AAAA                 | LR8D425 (alkaline) LR61                                                           | 25A (alkáli)                                                          | UM 6 (単6)    | #9            |               | MX2500 Mini | 1.5                         | 8.3 × 42.5                          | |
| AAA                  | LR03 (alkáli) R03 (szén-cink) FR03 (Li–FeS2) HR03 (NiMH) KR03 (NiCd) ZR03 (NiOOH) | 24A (alkáli) 24D (szén-cink) 24LF (Li–FeS2)                           | UM 4 (単4)    | #7            | 286           | U16 vagy HP16 (UK) Mikro MN2400 MX2400 MV2400 6135-99-117-3143 (NSN)                                               | 1.5                         | 10.5 × 44.5                         | |
| AA                   | LR6 (alkáli) R6 (szén-cink) FR6 (Li–FeS2) HR6 (NiMH) KR6 (NiCd) ZR6 (NiOOH)       | 15A (alkáli) 15D (szén-cink) 15LF (Li–FeS2) 1.2H2 (NiMH) 1.2K2 (NiCd) | UM 3 (単3)    | #5            | 316           | U12 vagy HP7 (UK) Ceruzaelem MN1500 MX1500 MV1500 6135-99-052-0009 (NSN)(szén-cink) 6135-99-195-6708 (NSN)(alkáli) | 1.5                         | 14.5 × 50.5                         | |
| A                    | R23 (szén-cink) LR23 (alkáli)                                                     |                                                                       |               |               |               | | 1.5                         | 17 × 50                             | Több féle hossz változatban is előfordul, mint például 2⁄3 A és 4⁄5 A. |
| B                    | R12 (szén-cink) LR12 (alkáli)                                                     |                                                                       |               |               | 336           | U10 (UK) | 1.5                         | 21.5 × 60                           | Tipikusan az európai 4,5 voltos elemekbe volt beépítve Nem szabad összetéveszteni az elektroncsövek számára készített B típusú elemekkel, melyek az anód feszültséget hivatottak szolgáltatni. |
| C                    | LR14 (alkáli) R14 (szén-cink) HR14 (NiMH) KR14 (NiCd) ZR14 (NiOOH)                | 14A (alkáli) 14D (szén-cink)                                          | UM 2 (単2)    | #2            | Type 343      | U11 vagy HP11 (UK) MN1400 MX1400 Baby BA-42 6135-99-199-4779 (NSN)(szén-cink) 6135-99-117-3212 (NSN)(alkáli)       | 1.5                         | 26.2 × 50                           | Mivel a hossza megegyezik a ceruzaelemével, így egy műanyag beépítőkeret segítségével helyettesíthető vele. (Természetesen ilyenkor a rendelkezésre álló kapacitás kevesebb lesz). |
| Sub-C                | KR22C429 (NiCd) HR22C429 (NiMH)                                                   |                                                                       |               |               | 332           | | 1.2                         | 22.2 × 42.9                         | |
| D                    | LR20 (alkáli) R20 (szén-cink) HR20 (NiMH) KR20 (Ni-Cd) ZR20 (NiOOH)               | 13A (alkáli) 13D (szén-cink)                                          | UM 1 (単1)    | #1            | Type 373      | U2 vagy HP2 (UK) MN1300 MX1300 Góliát BA-30 6135-99-464-1938 (NSN)(szén-cink) 6135-99-109-9428 (NSN)(alkáli)       | 1.5                         | 34.2 × 61.5                         | 1898 óta létezik mint a világ első zseblámpaeleme. |
| F                    | R25 (szén-cink) LR25 (alkáli)                                                     | 60                                                                    |               |               |               | | 1.5                         | 33 × 91                             | |
| N                    | LR1 (alkáli) R1 (szén-cink) HR1 (NiMH) KR1 (NiCd)                                 | 910A (alkáli) 910D (szén-cink)                                        | UM 5 (単5)    |               |               | Lady MN9100 E90 6135-99-661-4958 (NSN)                                                                             | 1.5                         | 12 × 30.2                           | [ 6 ] |
| A23                  | 8LR932 (alkáli)                                                                   | 1811A (alkáli)                                                        |               |               |               | V23GA 23A 23AE MN21 L1028 8LR23 LRV08 LR23A A23S                                                                   | 12                          | 10.3 × 28.5                         | Kis méretű rádiófrekvenciás távirányítókban használják, mint például autó riasztó, garázskapu nyitó, vezeték nélküli csengő, ahol ritkán jelentkezik terhelés, de akkor nagy áramfelvételt kell kielégíteni. Tipikusan 8 db LR932 gombelem sorbakapcsolásával készül, melyeket zsugor fóliával rögzítenek egymáshoz. |
| A27                  | 8LR732 (alkáli)                                                                   |                                                                       |               |               |               | GP27A MN27 L828 27A V27A A27BP G27A                                                                                | 12                          | 8.0 × 28.2                          | Kis méretű rádiófrekvenciás távirányítókban használják, mint például autó riasztó távirányítója, de egyes elektromos öngyújtó áramforrása is ez az elem. Tipikusan 8 db LR632 gombelem sorbakapcsolásával készül, melyeket zsugor fóliával rögzítenek egymáshoz.                                                     |
| BA5800               |                                                                                   |                                                                       |               |               |               | BA5800/U (Li‑SOCl2) BA5800A/U (Li‑SO2)                                                                             | 5.3                         | 35.5 × 128.5                        | |
| Duplex               | 2R10                                                                              |                                                                       |               |               |               | Ever Ready No. 8                                                                                                   | 3                           | 21.8 × 74.6                         | Két 1,5 voltos cellát tartalmaz. Innen a neve, hogy duplex. |
| 4SR44                | 4LR44 (alkáli) 4SR44 (ezüst-oxid)                                                 |                                                                       |               |               |               | PX28A A544 K28A V34PX                                                                                              | Alkáli: 6.2 Ezüst-oxid: 6.5 | 13 × 25.2                           | Tipikusan 4 db SR44 (LR44) gombelem sorbakapcsolásával készül, melyeket zsugor fóliával rögzítenek egymáshoz. |

## Hasáb alakú elemek
| Méret jelölés             | Méret jelölés                                             | Méret jelölés                                                              | Méret jelölés | Méret jelölés                                                                | Névleges feszültség (V) | Csatlakozás | Méret (mm)                | Megjegyzés |
| Általános megnevezés      | IEC                                                       | ANSI                                                                       | Orosz         | Egyéb jelölések                                                              | Névleges feszültség (V) | Csatlakozás | Méret (mm)                | Megjegyzés |
| ------------------------- | --------------------------------------------------------- | -------------------------------------------------------------------------- | ------------- | ---------------------------------------------------------------------------- | ----------------------- | --- | ------------------------- | --- |
| 4.5 V                     | 3LR12 (alkáli) 3R12 (szén-cink)                           | 3LR12 (alkáli) 3R12 (szén-cink)                                            | 3336          | Zsebtelep 4.5 voltos elem MN1203                                             | 4.5 (3 cella)           | 2 db 6–7 mm széles rugalmas érintkező +: a rövid érintkező −: a hosszú érintkező                                                            | M: 67 H: 62 Sz: 22        | Ez az elemtípus volt a legnépszerűbb elem 1901-es megjelenésétől az 1970-es évekig. Általában 3 db sorbakapcsolt B elemet tartalmaz. |
| 9 V vagy E                | 6LR61 (alkáli) 6F22 (szén-cink) 6KR61 (NiCd) 6HR61 (NiMH) | 1604A (alkáli) 1604D (szén-cink) 1604LC (lítium) 7.2H5 (NiMH) 11604 (NiCd) | Korona        | PP3 Rádióelem Füstjelzőelem Tranzisztortelep 006P MN1604                     | 9                       | Az elem azonos oldalán 2 db ellentétes nemű patentcsatlakozó +: apa csatlakozó −: anya csatlakozó                                           | M: 48.5 H: 26.5 Sz: 17.5  | Előfordul olyan változata is, mely 6 db AAAA elem sorbakapcsolásával készül.                                                         |
| Viharlámpaelem – rugós    | 4LR25Y (alkáli) 4R25 (szén-cink)                          | 908A (alkáli) 908D (szén-cink)                                             |               | Viharlámpa elem 6 voltos telep Rugós elem MN908 996 vagy PJ996 Energizer 529 | 6 (4 cella)             | Az elem tetején 2 db rugóérintkező +: a sarokban −: középen                                                                                 | M: 115 H: 68.2 Sz: 68.2   | Általában 4 db F cellából áll. |
| Viharlámpaelem – csavaros | 4LR25X (alkáli) 4R25X (szén-cink)                         | 915A (alkáli) 915 (szén-cink)                                              |               | Viharlámpa elem 6 voltos telep Csavaros elem 6135-99-645-6443                | 6                       | Szemes sarúhoz való csavaros csatlakozók az elem tetején. +: a sarokban, −: középen.                                                        | M: 109.5 H: 66.7 Sz: 66.7 | Rázkódásnak kitett helyen használják.                                                                                                |
| Nagy viharlámpaelem       | 4LR25-2 (alkáli) 4R25-2 (szén-cink)                       | 918A                                                                       |               | 918 R25-2 Nagy viharlámpa elem Dupla viharlámpa elem MN918 Energizer 521     | 6                       | Szemes sarúhoz való csavaros csatlakozók az elem tetején. A polaritás a telep házán van jelölve. A csatlakozási pontok közti távolság 75 mm | M: 125.4 H: 132.5 Sz: 73  | Rázkódásnak kitett helyen használják.                                                                                                |
| J                         | 4LR61 (alkáli)                                            | 1412A (alkáli)                                                             |               | 7K67                                                                         | 6                       | 6.5 mm² érintkező felületek, +: a letört sarkon, −: a tetején                                                                               | M: 48.5 H: 35.6 Sz: 9.18  | Kis méretű hordozható készülékek számára készül. Általában 4 db sorbakapcsolt AAAA elemet tartalmaz.                                 |

## Fényképezőgép-elemek
Ezeket az elemtípusokat kifejezetten fényképezőgépek számára fejlesztették ki. A vaku, a mozgató motorok és az elektronika tápellátását szolgálják. Kémiai összetételük szerint a Li/MnO2 elemek kategóriájába tartozik.
| Méret jelölés        | Méret jelölés    | Méret jelölés   | Méret jelölés                                                        | Névleges feszültség (V)  | Csatlakozás                                                                                                  | Méret (mm)                                                                        | Megjegyzés |
| Általános megnevezés | IEC              | ANSI            | Egyéb jelölések                                                      | Névleges feszültség (V)  | Csatlakozás                                                                                                  | Méret (mm)                                                                        | Megjegyzés |
| -------------------- | ---------------- | --------------- | -------------------------------------------------------------------- | ------------------------ | --- | --------------------------------------------------------------------------------- | --- |
| CR123A               | CR17345 (lítium) | 5018LC (lítium) | Fotóelem 2⁄3A 123 CR123 17345 16340 CR-123A 6135-99-851-1379 (NSN)   | 3 (lítium) 3.6 (Li-ion)  | +: Érintkező pöcök −: Lapos fazékalj                                                                         | Hengeres M: 34.5 mm Ø: 17 mm                                                      | Ezek a lítiumelemek nem csereszabatosak a hagyományos szén-cink vagy alkáli elemekkel, mivel a kapocsfeszültségük magasabb. Az újratölthető változatok Li-Ion vagy Li-Polimer típusú akkumulátorok. Gyakran használják még zseblámpákhoz, illetve UV-s víztisztító készülékekhez. |
| CR2                  | CR15H270         | 5046LC          | 15270 (Li-ion, 800 mA) 15266 (Li-ion, 600 mA) 6135-99-606-3982 (NSN) | 3 (lithium) 3.6 (Li-ion) | +: Érintkező pöcök −: Lapos fazékalj                                                                         | Hengeres M: 27 mm Ø: 15.6 mm                                                      | Fényképészeti célokra általánosan elterjedt elemtípus |
| 2CR5                 | 2CR5             | 5032LC          | EL2CR5 DL245 RL2CR5 6135-99-577-2940 (NSN)                           | 6                        | Mindkét kivezetés ugyanazon az oldalon. Az érintkezők közti távolság 16 mm.                                  | Kettős henger Mechanikai polarításvédelemmel M: 45 mm H: 34 mm Sz: 17 mm          | 2 db CR5 elem összeépítésével készül. |
| CR-P2                | CR-P2            | 5024LC          | BR-P2 223A CR17-33 5024LC                                            | 6                        | Mindkét kivezetés ugyanazon az oldalon. Az érintkezők közti távolság 16.8 mm. Az érintkezők átmérője 8.7 mm. | Kettős henger Mechanikai polarításvédelemmel M: 36 mm H: 35 mm Sz: 19.5 mm        | 2 db 3V-os CR123 elem összeépítésével készül. |
| CR-V3                |                  | 5047LC 5047LF   | CRV3 RCR-V3 (Li-ion)                                                 | 3 (lítium) 3.6 (Li-ion)  | Mindkét kivezetés ugyanazon az oldalon.                                                                      | Kettős henger Mechanikai polarításvédelemmel M: 52.20 mm H: 28.05 mm Sz: 14.15 mm | Azonos méretű 2 db R6-os (AA) elemmel |
| CP1                  | CP3553           |                 | DLCP1 DL-CP1C                                                        | 3                        | Mindkét kivezetés ugyanazon az oldalon.                                                                      | Hasáb M: 57 mm H: 35 mm Sz: 7 mm                                                  | Az egyszerhasználatos helyettesítője a Nikon EN-EL5 Li-Ion akkumulátornak. |

## Gombelemek

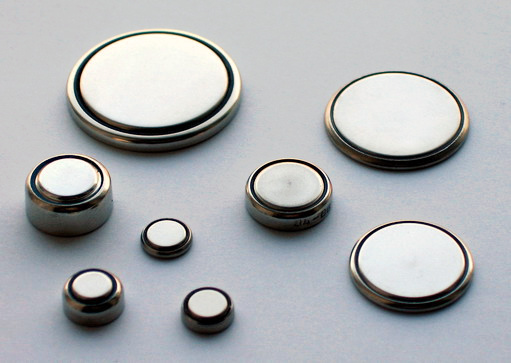
Különböző átmérőjű és magasságú gombelemek.

A gombelemek henger alakúak, a hengeres elemektől az különbözteti meg őket, hogy magasságuk csupán néhány milliméter, amely nem haladja meg az átmérőjüket. A polaritásuk általában a fém burkolaton van jelölve, többnyire a + (pozitív) polaritás a feliratozott oldali. Méretük mellett megkülönbözteti őket a bennük alkalmazott kémiai anyagok, amelyek azt is meghatározzák, hogy milyen kémiai reakciók állítják elő a potenciál különbséget és ezzel mekkora lesz a névleges feszültségük. Több méretből is vannak amelyek a fizikai méretükből adódóan felcserélhetőek, viszont más névleges feszültségük miatt kárt tehetnek a berendezésben. A gyártók az alap kémiai összetételtől eltérő változatokat is készítenek, aminek a célja a kapacitás valamint a maximálisan leadható teljesítmény értékének a növelése.
Alkalmazásukra általában kis energiaigénnyel rendelkező műszaki cikkekben, mint karórákban, távirányítókban, számológépekben és hasonló eszközökben kerül sor.

### Lítium alapú gombelemek
Az "CR" IEC előtag utal a lítium mangán-dioxid összetételre, a "BR" az elnevezésben a lítium/szén monofluorid összetételre utal. Névleges feszültségük egységesen 3 V, amely terhelés nélkül nyitott kapcsokkal 3,6 V értéket mutat. Az IEC elnevezésben a számok a fizikai méretre utalnak. 
| Méret jelölés        | Méret jelölés | Méret jelölés | Tipikus kapacitás érték (mAh) | Méret átmérő × magasság (mm) | Megjegyzés |
| Általános megnevezés | IEC           | ANSI          | Tipikus kapacitás érték (mAh) | Méret átmérő × magasság (mm) | Megjegyzés |
| -------------------- | ------------- | ------------- | ----------------------------- | ---------------------------- | --- |
| CR927                | CR927         |               | 30 mAh                        | Ø9,5 mm × 2,7 mm             | |
| CR1025               | CR1025        | 5033LC        | 30 mAh                        | Ø10 mm × 2,5 mm              | |
| CR1130               | CR1130        |               | 70 mAh                        | Ø11,5 mm × 3,0 mm            | Rendkívül ritkán használatos elemtípus, csak néhány autókulcsban, pda-eszközben, vagy vércukorszintmérő készülékben fordul elő a használata. Egyéb elnevezései: DL1130, BR1130, KL1130, L1130, ECR1130, KCR1130, E-CR1130, KECR1130. |
| CR1216               | CR1216        | 5034LC        | 25 mAh                        | Ø12,5 mm × 1,6 mm            | |
| CR1220               | CR1220        | 5012LC        | 35–40 mAh                     | Ø12,5 mm × 2,0 mm            | |
| CR1225               | CR1225        | 5020LC        | 50 mAh                        | Ø12,5 mm × 2,5 mm            | |
| CR1616               | CR1616        |               | 50–55 mAh                     | Ø16 mm × 1,6 mm              | |
| CR1620               | CR1620        | 5009LC        | 75–78 mAh                     | Ø16 mm × 2,0 mm              | |
| CR1632               | CR1632        |               | 120–140 mAh                   | Ø16 mm × 3,2 mm              | |
| CR2012               | CR2012        |               | 55 mAh                        | Ø20 mm × 1,2 mm              | |
| CR2016               | CR2016        | 5000LC        | 90 mAh                        | Ø20 mm × 1,6 mm              | Gyakran használt típus digitális órákban. |
| CR2020               | CR2020        |               | 115–125 mAh                   | Ø20 mm × 2 mm                | |
| CR2025               | CR2025        | 5003LC        | 160–165 mAh                   | Ø20 mm × 2,5 mm              | Gyakran használt típus digitális órákban és autókulcsba épített távirányítókban. |
| CR2032               | CR2032        | 5004LC        | 190–225 mAh                   | Ø20 mm × 3,2 mm              | Egyik leggyakrabban előforduló típus, többek között a számítógépek alaplapjain, órákban, távirányítókban használatos. |
| CR2040               | CR2040        |               | 280 mAh                       | Ø20 mm × 4,0 mm              | |
| CR2050               | CR2050        |               | 290–345 mAh                   | Ø20 mm × 5,0 mm              | |
| CR2320               | CR2320        |               | 110–175 mAh                   | Ø23 mm × 2 mm                | |
| CR2325               | CR2325        |               | 165–210 mAh                   | Ø23 mm × 2,5 mm              | |
| CR2330               | CR2330        |               | 255–265 mAh                   | Ø23 mm × 3,0 mm              | |
| BR2335               | BR2336        |               | 165 mAh                       | Ø23 mm × 3,5 mm              | |
| CR2354               | CR2354        |               | 560 mAh                       | Ø23 mm × 5,4 mm              | |
| CR2412               | CR2412        |               | 100 mAh                       | Ø24,5 mm × 1,2 mm            | |
| CR2430               | CR2430        | 5011LC        | 270–290 mAh                   | Ø24,5 mm × 3,0 mm            | |
| CR2450               | CR2450        | 5029LC        | 610–620 mAh                   | Ø24,5 mm × 5,0 mm            | |
| CR2477               | CR2477        |               | 1000 mAh                      | Ø24,5 mm × 7,7 mm            | |
| CR3032               | CR3032        |               | 500–560 mAh                   | Ø30,0 mm × 3,2 mm            | |
| CR11108              | CR11108       |               | 160 mAh                       | Ø11,6 mm × 10,8 mm           | |

### Alkáli és ezüst-oxid alapú gombelemek
Névleges feszültségük 1,5 V.
Az IEC elnevezésben az "SR" jelzés utal az ezüst-oxid alapú összetételre amely 1,55 V feszültséget biztosít, az "LR" előtaggal az alkáli alapú elemeket jelölik amely 1,5 V feszültséget állít elő. A gyártók gyakran használják még az "AG" előtagot az alkáli elemeknél és az "SG" előtagot az ezüst-oxid alapú termékeiknél, így előfordul, hogy egy adott méretű gombelem több elnevezéssel is megtalálható.

### Cink–oxigén gombelem
A cink-oxigén gombelemek esetében a levegőben található oxigént használják fel a kémiai folyamatban. A névleges feszültsége 1,2 V. Elsődlegesen hallókészülékekben alkalmazzák.